# 黑田竹蟶
黑田竹蟶（学名：Solen kurodai）为竹蟶科竹蟶屬下的一个种。